# Taxa de descompte
La taxa de descompte, tipus de descompte o cost de capital, és una aproximació financera que defineix el valor present d'una suma futura, des de la perspectiva d'un emissor de deute. Així, si V F és el valor nominal (valor futur) que espera el receptor d'una obligació, amb un venciment pactat en un lapse de temps específic, la taxa de descompte és d i el valor actual que pot ser reconegut per una persona o entitat prenedora és VA:

{\displaystyle V_{F}={\frac {V_{A}}{1-d}}}

La taxa de descompte es diferent de la taxa d'interès en el sentit que la taxa d'interès s'aplica a una quantitat original per obtenir l'increment que, en sumar-la a aquesta quantitat original, dona la quantitat final. En canvi, el descompte es resta d'una quantitat esperada per obtenir una quantitat en el present. En la fórmula de la taxa d'interès, el divisor és la inversió original.

## Exemple
Suposem que hi ha un títol de l'estat per a la venda a 80€ i paguen 100€ finalitzat un any. La taxa de descompte representa el descompte al flux de diners esperats en el futur:

{\displaystyle {\frac {100-80}{100}}=20\%}

Per contra, el tipus d'interès que determina el flux de diners futurs és calculat usant 80 com a base:

{\displaystyle {\frac {100-80}{80}}=25\%}

questa seria la taxa que s'obté a canvi de la inversió realitzada. En altres paraules, si inverteixo 80 euros i en obtenir 80 euros més en tornar-los, és com si hagués guanyat un 20 euros, que representa un 25% de rendiment (20 euros com a percentatge dels 80 euros que vaig invertir). En aquest cas, es suposa que els títols es compren a un preu igual al seu valor nominal (VN = VM = 80 euros), i això és el que fa que el guany coincideixi amb el valor del cupó.

Per a cada taxa dinterès, hi ha una taxa de descompte corresponent, donat per la fórmula següent:

{\displaystyle d={\frac {i}{1+i}}}

ia la inversa,

{\displaystyle i={\frac {d}{1-d}}}

Els fluxos de diners descomptats són aquells que han tingut una disminució en el seu valor present a causa de l'aplicació de la taxa de descompte, en funció del temps que ha de transcórrer fins a rebre els diners esperats. A mesura que el període d'espera augmenta, la quantitat descomptada també augmenta. La suma de tots els fluxos de diners en diferents moments del temps, descomptats adequadament, resulta en el valor actual net. La taxa interna de retorn, en resum, és simplement el tipus de descompte que fa que el valor actual net d'una sèrie de fluxos de diners sigui igual a zero.

## Ús en política econòmica
Un tema important de política econòmica és com determinar una taxa de descompte adient. Perquè la taxa de redescompte que aplica el banc central als efectes que pren d'altres institucions financeres, que alhora els han pres del públic, pot tenir un impacte dramàtic, en determinar el comportament dels bancs privats i les inversions corporatives que descompten originalment i influir així sobre el ritme del conjunt de l'economia.

## Decisions d'inversió
Els negocis han de considerar la taxa de descompte per decidir si dediquen part de les utilitats a la compra d'un nou equip o maquinària, o si donen un dividend addicional als seus accionistes. En un món ideal, només comprarien un equip si els accionistes poden aconseguir a futur un benefici més gran. La quantitat de benefici addicional que un accionista requereix en el futur, per preferir que la companyia compri equip o màquines en comptes de lliurar el benefici ara, s'estima d'acord amb la taxa de descompte. Hi ha una manera àmpliament utilitzada d'estimar-ho, usant dades del preu de les accions. Es coneix com el model de taxació d'actius fixos. Les empreses apliquen normalment aquesta taxa de descompte a les seves decisions sobre la compra dequips, calculant el valor actual net de la decisió.